# Familie (biologie)
În clasificarea științifică biologică o familie (în latină familia, plural familiae) este un o unitate sistematică și un rang taxonomic situată între ordin și gen, sau opțional între suprafamilie și subfamilie.

## Nomenclatură
Denumirea familiilor este reglementată de diverse coduri internaționale.
- În nomenclatura botanică denumirile familiilor de plante, fungi și alge se termină cu sufixul "-aceae", cu excepția unui mic număr de denumiri istorice, dar pe larg utilizate, printre care Compositae și Gramineae.[1]
- În nomenclatura zoologică denumirile familiilor de animale se termină cu sufixul "-idae".[2]

### Suprafamilii
- În botanică sufixul superfamiliilor este -acea
- În zoologie sufixul superfamiliilor este -oidea

### Subfamilii
- În botanică sufixul subfamiliilor este -oideae (de ex. Asteroideae)
- În zoologie sufixul subfamiliilor este -inae (de ex. Homininae)